# Robert (filmpris)
Robert är ett danskt filmpris i form av en statyett, som utdelas av Danmarks Film Akademi vid Robertfesten, som hålls i februari varje år. Priset utdelas i en rad kategorier, som uttryck för den danska filmbranschens erkännande av kollegors insatser under det föregående året. Priset utdelades första gången 1984 och är uppkallat efter statyettens skapare, skulptören och grafikern Robert Jacobsen (1912-1993), som själv var en stor filmälskare.

## Robert-priser
Priskategorierna är för närvarande:
- Årets danska spelfilm
- Årets barn- och familjefilm
- Årets regissör
- Årets manliga huvudroll
- Årets kvinnliga huvudroll
- Årets manliga biroll
- Årets kvinnliga biroll
- Årets originalmanuskript
- Årets musik
- Årets sång
- Årets fotograf
- Årets klippare
- Årets kostym
- Årets smink
- Årets ljud
- Årets scenografi
- Årets Special Effects eller ljussättning
- Årets amerikanska film
- Årets icke-amerikanska film
- Årets långa dokumentärfilm
- Årets korta dokumentärfilm
- Årets korta fiktions- eller animationsfilm
- Heders-Robert

Tidigare priser:
- Publikpriset
- Årets novellfilm